# Montcusel
Montcusel település Franciaországban, Jura megyében. Lakosainak száma 145 fő (2022. január 1.). Montcusel Jeurre, Chancia, Lavancia-Epercy, Lect és Martigna községekkel határos.

## Népesség
A település népességének változása:
| Lakosok száma | 88   | 93   | 144  | 174  | 184  | 174  | 156  | 147  | 147  | 145  |
|               | 1968 | 1982 | 1990 | 2006 | 2013 | 2015 | 2017 | 2019 | 2020 | 2022 |